# Julian Ryerson
Julian Ryerson (* 17. listopadu 1997) je norský profesionální fotbalista, který hraje na pozici krajního obránce za německý klub Borussia Dortmund a norský národní tým.

## Klubová kariéra

### Viking
Ryerson přestoupil do Vikingu z Lyngdalu IL v létě 2013. Průlom v prvním týmu zaznamenal v roce 2016, kdy v lize odehrál 18 zápasů. Ryerson hrál v těchto zápasech především na pozici pravého obránce.

### Union Berlín
V červenci 2018 se Ryerson připojil k týmu 2. Bundesligy 1. FC Union Berlín, kde podepsal tříletou smlouvu do roku 2021. Po postupu svého klubu do Bundesligy vstřelil svůj první gól při domácí porážce 5:2 s Bayernem Mnichov 30. října 2021 během sezóny 2021/22. O měsíc později, 25. listopadu, vstřelil svůj první gól v evropských soutěžích, když zajistil venkovní výhru 1:0 nad Makabi Haifa v Konferenční lize.

### Borussia Dortmund
Dne 17. ledna 2023 podepsala Borussia Dortmund s Ryersonem smlouvu do června 2026, aby nahradil zraněného Thomase Meuniera. O týden později, 25. ledna, vstřelil svůj první gól při venkovním vítězství 2:1 nad Mohučí. Následující měsíc 15. února debutoval v Lize mistrů při vítězství 1:0 nad Chelsea v prvním utkání osmifinále. Dne 30. března 2024 vstřelil svůj druhý gól při venkovní výhře 2:0 nad Bayernem Mnichov, což bylo první vítězství jeho klubu v Der Klassiker od roku 2019 a první vítězství v Allianz Areně po 10 letech.

## Reprezentační kariéra
Ryerson býval pravidelně nominován do norských národních týmů U18, U19 a U21. Dne 18. listopadu 2020 debutoval v norském seniorském týmu pod vedením trenéra Leifa Gunnara Smeruda při venkovní remíze 1:1 s Rakouskem v rámci Ligy národů UEFA.

## Osobní život
Ryersonův otec se narodil ve Spojených státech a jeho matka v Norsku. Jeho bratranec je norský fotbalista Mathias Rasmussen.

## Statistiky

### Klubové
Platí k zápasu hranému 27. listopadu 2024.
| Klub              | Sezóna            | Liga              | Liga   | Liga | Národní pohár | Národní pohár | Kontinentální | Kontinentální | Celkově | Celkově |
| Klub              | Sezóna            | Soutěž            | Zápasy | Góly | Zápasy        | Góly          | Zápasy        | Góly          | Zápasy  | Góly    |
| ----------------- | ----------------- | ----------------- | ------ | ---- | ------------- | ------------- | ------------- | ------------- | ------- | ------- |
| Viking            | 2015              | Eliteserien       | 2      | 0    | 0             | 0             | –             | –             | 2       | 0       |
| Viking            | 2016              | Eliteserien       | 18     | 1    | 1             | 0             | –             | –             | 19      | 1       |
| Viking            | 2017              | Eliteserien       | 28     | 3    | 0             | 0             | –             | –             | 28      | 3       |
| Viking            | 2018              | Adeccoligaen      | 15     | 3    | 1             | 0             | –             | –             | 16      | 3       |
| Viking            | Celkově           | Celkově           | 63     | 7    | 2             | 0             | –             | –             | 65      | 7       |
| Union Berlín      | 2018/19           | 2. Bundesliga     | 8      | 0    | 0             | 0             | –             | –             | 8       | 0       |
| Union Berlín      | 2019/20           | Bundesliga        | 14     | 0    | 3             | 0             | –             | –             | 17      | 0       |
| Union Berlín      | 2020/21           | Bundesliga        | 24     | 0    | 2             | 0             | –             | –             | 26      | 0       |
| Union Berlín      | 2021/22           | Bundesliga        | 28     | 2    | 3             | 0             | 5             | 1             | 36      | 3       |
| Union Berlín      | 2022/23           | Bundesliga        | 13     | 0    | 2             | 0             | 6             | 0             | 21      | 0       |
| Union Berlín      | Celkově           | Celkově           | 87     | 2    | 10            | 0             | 11            | 1             | 108     | 3       |
| Borussia Dortmund | 2022/23           | Bundesliga        | 17     | 1    | 2             | 0             | 1             | 0             | 20      | 1       |
| Borussia Dortmund | 2023/24           | Bundesliga        | 21     | 4    | 3             | 0             | 10            | 0             | 34      | 4       |
| Borussia Dortmund | 2024/25           | Bundesliga        | 10     | 1    | 1             | 0             | 4             | 0             | 15      | 1       |
| Borussia Dortmund | Celkově           | Celkově           | 48     | 6    | 6             | 0             | 15            | 0             | 69      | 6       |
| Celkově v kariéře | Celkově v kariéře | Celkově v kariéře | 197    | 15   | 18            | 0             | 26            | 1             | 242     | 16      |

### Reprezentační
Platí k zápasu hranému 17. listopadu 2024.
| Národní tým | Rok     | Zápasy | Góly |
| ----------- | ------- | ------ | ---- |
| Norsko      | 2020    | 1      | 0    |
| Norsko      | 2021    | 6      | 0    |
| Norsko      | 2022    | 8      | 0    |
| Norsko      | 2023    | 7      | 0    |
| Norsko      | 2024    | 8      | 0    |
| Celkově     | Celkově | 30     | 0    |